# Pakla spida
Pakla spida je muzička grupa nastala 2022. u Užicu. Članovi su Rale Flop i Envy.Primarno prave trep i rep muziku.  

## Istorija benda

### 2022.
Osnovali su je u martu 2022. godine Rale Flop i Envy nakon upoznavanja u Kecu. Objavili su prvu pesmu Pivo Dva Litra na soundcloud pod pseudonima mali_peepee i čoki. Objavili su nekoliko singlova te godine od kojih je najpopularniji Lajna Savic.

### 2023.
Godinu počinju izbacivanjem singla Monitor i spota za isti, nakon toga kreću da rade na albumu koji još uvek nisu objavili.

### 2024.
Ove godine su imali prvi nastup 21. jula u Kuglašu na kom su kao rekvizite koristili monitor na koji su se ljudi potpisivali(referenca na pesmu Monitor) i pljosku rakije na kojoj je pisalo Paklospidovača.

## Diskografija

### Singlovi[7]
- S.Z.M.D.I. (paklaspida, 2022)
- 12cm (paklaspida, 2022)
- Konzole (paklaspida, 2022)
- Lajna Savic (paklaspida, 2022)
- Luda Gara (paklaspida, 2022)
- Trazio Si Spid (paklaspida, 2023)
- Monitor (paklaspida, 2023)
- Kurvo Nevina (paklaspida, 2023)
- Hirosima (paklaspida, 2023)
- Monitor II (paklaspida, 2024)
- Cocobaya (paklaspida, 2024)
- Rulja (paklaspida, 2024)
- Lidlgng (paklaspida, 2024)
- Habibi (paklaspida, 2024)
- Alkohol i Droga (paklaspida, 2024)
- Galama (paklaspida, 2024)
- Na Koki Se Lomi (paklaspida, 2024)
- LSD (paklaspida, 2024)

### Kompilacije[8]
- Singlovi(2022-2024) (paklaspida, 2024)